# Les Noces barbares
Pour les articles homonymes, voir Les Noces barbares (film).
Les Noces barbares est un roman de Yann Queffélec paru le 30 août 1985 aux éditions Gallimard et ayant reçu le prix Goncourt la même année. Il a été adapté au cinéma par Marion Hänsel en 1987 dans le film homonyme.

## Historique
Le roman reçoit le prix Goncourt en novembre 1985 au sixième tour de scrutin par six voix contre quatre voix à Naissance d'une passion de Michel Braudeau.
Le roman est l'un des plus vendus de l'histoire des prix Goncourt avec deux millions d'exemplaires vendus toutes éditions confondues (grand format, édition spéciale France Loisirs et éditions en poche), les ventes en poche ayant été relancées après la sortie et le succès du film au cinéma.

## Résumé
Fille de boulangers du village de Peilhac, Nicole Blanchard a 14 ans lorsqu'elle tombe enceinte, violée par plusieurs soldats américains dont Will, dont elle était tombée amoureuse. Son enfant se nomme Ludo. Celui-ci vit les sept premières années de sa vie chez ses grands-parents, caché dans un grenier. Durant cette période, il est totalement délaissé, ne mange que très peu et reste seul, sans aucune pitié de sa mère ou des parents de celle-ci.
Nicole se marie ensuite avec Michel Bossard (« Micho »). Malgré la protection de Micho envers Ludo et de son fils Gustave (Tatav), sa mère réussit à le placer dans une institution pour débiles légers tenue par Mademoiselle Rakoff, en Gironde. Ludo y reste presque un an, mais ne voyant pas sa mère lui rendre visite, il plonge dans une profonde tristesse et décide de s'échapper non sans avoir déclenché un incendie dans le centre. Il part loin, perdu, il trouve refuge dans un vieux navire abandonné au bord de la mer. Il devient ami avec le « propriétaire » de l'épave. Ludo voit alors que ce vieil homme vit dans une caravane non loin de la mer... Il autorise donc Ludo à habiter sur son ancien bateau. Ludo écrit des lettres à sa mère.
Un jour, Nicole vient voir son fils et fait mine de s'excuser pour tout. Elle est en réalité envoyée par la directrice de l'institut, qui ne veut qu'une chose, le faire enfermer. Mais Ludo, bouleversé, se laisse entraîner par son émotion et tue sa mère. Son seul désir était de retrouver sa mère, il se laisse emporter par la mer avec elle.

## Éditions
- Éditions Gallimard, coll. « Blanche » 1985,  (ISBN 2070702324).
- Éditions Gallimard, coll. « Folio », no 1856, 1987, 352 p.,  (ISBN 207037856X).

## Adaptation
- Les Noces Barbares, film de la réalisatrice Marion Hänsel en 1987